# Tanymecosticta filiformis
Tanymecosticta filiformis là loài chuồn chuồn trong họ Isostictidae. Loài này được Ris mô tả khoa học đầu tiên năm 1898.